# NGC 1918
NGC 1918 est une rémanent de supernova situé dans la constellation de la Dorade. Ce rémanent est situé dans le Grand Nuage de Magellan. Il a été découvert par l'astronome écossais James Dunlop en 1826.